# 丹都街道
丹都街道是中华人民共和国贵州省铜仁市万山区下辖的一个街道办事处。

## 行政区划
丹都街道下辖以下村级行政区划单位：
楚溪社区、挞扒洞社区、旺家社区、河坪社区、丹苑社区、龙生社区、龙都社区、旗屯村、大坡村。